# Swilen Russinow
Swilen Alidow Russinow (bulgarisch Свилен Алидов Русинов; englische Transkription: Svilen Alidov Rusinov; * 29. Februar 1964 in Gradeschnitsa, Oblast Lowetsch) ist ein ehemaliger bulgarischer Boxer im Superschwergewicht (+ 91 kg). 

## Boxkarriere
Russinow war von 1981 bis 1997 in der bulgarischen Boxnationalmannschaft, mehrere Jahre davon als Kapitän. Bei den Olympischen Spielen 1988 in Seoul verlor er im Achtelfinale des Schwergewichts gegen Andrzej Gołota und bei den Olympischen Spielen 1992 in Barcelona erst im Halbfinale des Superschwergewichts gegen Richard Bango, wodurch er eine Bronzemedaille gewann. Zuvor hatte er Willi Fischer und István Szikora besiegt.
Bei Weltmeisterschaften gewann er 1986 in Reno eine Bronzemedaille im Schwergewicht, sowie 1991 in Sydney und 1993 in Tampere jeweils Silber im Superschwergewicht. Er war dabei 1986 gegen Félix Savón, sowie 1991 und 1993 jeweils gegen Roberto Balado unterlegen. 1989 in Moskau verlor er im Viertelfinale ebenfalls gegen Balado, 1995 in Berlin noch in der Vorrunde gegen Alexei Lesin. Seine bedeutendsten WM-Siege erzielte er gegen Larry Donald (2×), Richard Bango und Jewgeni Beloussow. Bei den Sommer-Militärweltspielen 1995 in Rom gewann er nach einer Halbfinalniederlage gegen Vitali Klitschko eine weitere Bronzemedaille im Superschwergewicht. Zudem gewann er die Silbermedaille im Superschwergewicht beim Weltcup 1990 in Bombay. Er verlor dabei im Finale gegen Roberto Balado, im Viertelfinale hatte er Arnold Vanderlyde besiegt.
Nach seiner Teilnahme an der Junioren-Europameisterschaft 1982 in Schwerin, war er auch Teilnehmer an sechs Europameisterschaften der Erwachsenen, wobei er 1987 in Turin Bronze im Schwergewicht, sowie 1989 in Athen und 1991 in Göteborg jeweils Bronze im Superschwergewicht gewinnen konnte. 1993 in Bursa gewann er dann die Goldmedaille im Superschwergewicht durch Siege gegen Piotr Jurczyk, Andrei Aulow, Kevin McCormack und Surab Sarsania. 1985 in Budapest und 1996 Vejle war er jeweils vorzeitig ausgeschieden.
Darüber hinaus war er Teilnehmer der Goodwill Games 1986 in Moskau und 1990 in Seattle, sowie des Weltcup 1994 in Bangkok. Am 3. April 1999 bestritt er seinen einzigen Profikampf und gewann nach Punkten gegen Georgi Christow.

## Nach dem Boxen
Russinow war nach seiner Wettkampfkarriere für zwei Amtszeiten Bürgermeister seines Heimatdorfes Gradeschnitsa und danach stellvertretender Bürgermeister der Gemeinde Tetewen (Stand: November 2020).